# Góry (Tymbark)
Góry – część wsi Tymbark w Polsce, położona w województwie małopolskim, w powiecie limanowskim, w gminie Tymbark.
Dawniej samodzielna wieś i gmina jednostkowa.
W latach 1975–1998 miejscowość administracyjnie należała do województwa nowosądeckiego.